# Ataxina
Ataxina é um tipo de proteína encontrada no núcleo de células humanas.

## Descrição
A ataxina é uma proteína celular que ocorre sob diversas formas. Foram descritas as seguintes formas:
- Ataxina 1
- Ataxina 3
- Ataxina 7

A proteína é codificada pelos genes ATXN localizados no cromossoma 14. Estão descritos os seguintes genes:
- ATXN1
- ATXN2
- ATXN3
- ATXN7
- ATXN8
- ATXN10